# Álcool desidrogenase

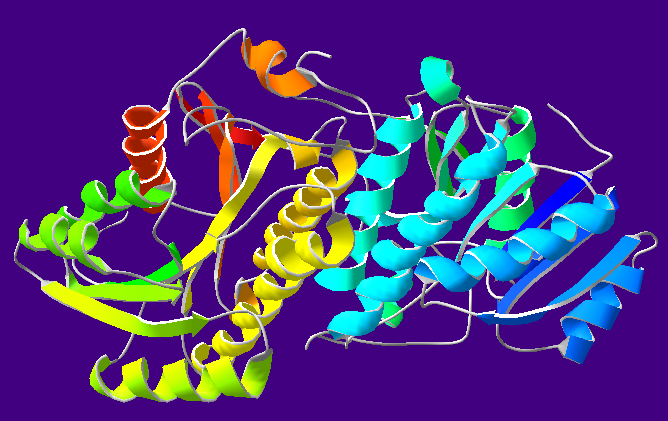
Álcool desidrogenase

As álcool desidrogenases (ADH) são um conjunto de enzimas que fazem parte do metabolismo do álcool em diferentes organismos. Pode ser classificada como oxirredutase que tem como aceptor a nicotinamida adenina dinucleotídeo (NAD) e sua principal função é, no citosol das células hepáticas, oxidar o etanol a acetaldeído que será oxidado a acetato posteriormente pela enzima acetaldeído desidrogenase (ALDH).

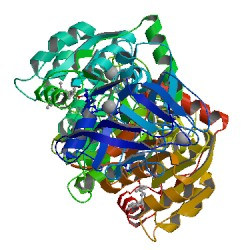
Álcool desidrogenase do fígado de cavalo.

## Evolução
Acredita-se que a capacidade de produzir etanol a partir de açúcar (que é a base de como as bebidas alcoólicas são feitas) tenha evoluído inicialmente em leveduras. Embora esse recurso não seja adaptável do ponto de vista energético, ao produzir álcool em concentrações tão altas, de modo que sejam tóxicos para outros organismos, as células de levedura poderiam efetivamente eliminar sua competição. Como a fruta apodrecida pode conter mais de 4% de etanol, os animais que comem a fruta precisam de um sistema para metabolizar o etanol exógeno. Pensa-se que isto explica a conservação do etanol ativado por ADH em outras espécies além da levedura, embora se saiba agora que o ADH-3 também desempenha um papel importante na sinalização do óxido nítrico.

## Mecanismos de ação em humanos
Após a ingestão do álcool, as moléculas de etanol são absorvidas lentamente pelo estômago e mais rapidamente pelo intestino. 95% do álcool é metabolizado no fígado e uma pequena parcela é eliminado na respiração. A oxidação do etanol se dá em duas fases: na primeira, o álcool sofre a reação da enzima álcool desidrogenase citosólica e se transforma em acetaldeído.
Na segunda fase, o acetaldeído é transformado em acetato pela enzima acetaldeído desidrogenase mitocondrial e forma acetato.
O acetato sofre ação da enzima acil-CoA sintase e é formado então acetil-CoA. Nesse processo, também se forma NADH.
Por esse motivo, o consumo exagerado de álcool desequilibra a proporção NADH/NAD+, fazendo com que haja mais NADH no citosol das células hepáticas (onde há mais NAD+), o que interfere na conversão de piruvato em lactato e desvia glicose para síntese de lactato.

## Tipos existentes[6]
1. De cadeia longa contendo Zinco:  Enzimas diméricas ou tetraméricas que ligam-se a dois átomos de zinco por unidade. Apenas um dos átomos de zinco é essencial para a atividade catalítica. Ambos estão relacionados a resíduos de cisteína ou histidina (aquele com função catalítica a 2 cisteínas e 1 histidina, uma região conservada responsável pela caracterização destas enzimas). Podem estar presentes em bactérias, mamíferos, plantas e fungos.  Exemplos: Xilitol desidrogenase; Sorbitol desidrogenase; Treonina 3-desidrogenase; Cinamil álcool desidrogenase.[7]
2. Ametalo-álcool desidrogenases de cadeia curta:  Maioria são oxidoredutases NAD- ou NADPH-dependentes. Esta família também costuma ser chamada de "inseto-tipo", já que o primeiro membro desta enzima a ser caracterizado foi extraído da mosca Drosophila. A maioria das enzimas possuem de 250 a 300 resíduos de aminoácidos. Exemplos: Álcool desidrogenase de insetos como a Drosophila; Acetoína desidrogenase de Klebsiella terrigena; D-betahidroxibutirato desidrogenase de mamíferos.  Possui regiões mais conservadas, que inclui dois resíduos perfeitamente conservados - um de tirosina e um de lisina. O resíduo de tirosina participa no mecanismo catalítico.[8]
3. Contendo Ferro:  Já foram encontradas em leveduras, assim como em Zymomonas mobilis. Estão intimamente ligadas a um grande número de outras enzimas, entre elas: butanol desidrogenases NAD- e NADPH-dependentes de Clostridium acetobutylicum, uma enzima com atividade sobre butanol e etanol; propanediol oxiredutase de Escherichia coli.  O reconhecimento de enzimas deste grupo é baseado em duas regiões altamente conservadas.[9]

## Zinco álcool desidrogenase

### Zinco em Sistemas Biológicos
A maioria dos processos bioquímicos conhecidos, conta com a presença de enzimas para possibilitar sua ocorrência, catalisando o processo. O sítio ativo das enzimas, é, na grande maioria dos casos, um centro metálico contido em um complexo. Os complexos metálicos são os cofatores e a parte proteica é denominada apoenzima.
Dentre os metais encontrados no corpo humano, o zinco é o segundo oligoelemento mais abundante e está presente em mais de 300 enzimas de diferentes classe, como por exemplo: transferases (ex.: RNA polimerase), hidrolases (ex.: carboxipeptidase A), liases (ex.; anidrase carbônica), isomerases (ex.: fosfomanose isomerase), ligases (ex.: piruvato carboxilase) e oxidorredutases (ex.: álcool desidrogenase).
A variada aplicação da química bioinorgânica do zinco se deve a alguns fatores. Este metal de transição ocorre nestes compostos na sua forma bivalente, ou seja, com configuração eletrônica d10, por isso não é ativo do ponto de vista redox. No entanto, seus orbitais 4s e 4p estão vazios e podem, portanto, receber pares eletrônicos dos ligantes e formar ligações covalentes. 
Deste modo, os íons de zinco atuam como ácido de Lewis formando complexos estáveis, que possuem, em grande maioria, geometria tetraédrica, geralmente distorcidas, o que aumenta ainda mais a acidez do metal e de moléculas de água coordenada.O zinco pode atuar nas enzimas como sítio catalítico, sítios estruturais ou sítios cocatalíticos. 
Quando é sítio catalítico o zinco age em sistemas biológicos polarizando as ligações das moléculas coordenadas aumentando sua acidez o que pode ativar as moléculas coordenadas, facilitando a liberação de prótons ou o ataque nucleofílico de bases. Já quando atua como sítio estrutural, estabiliza a estrutura terciária das enzimas por meio da coordenação com grupos ligantes das cadeias proteícas,  No caso da álcool desidrogenase, há a presença sítios catalíticos e estruturais de zinco.

### Zinco na Álcool desidrogenase
A álcool desidrogenase é uma metaloproteína formada por quatro unidades idênticas, com massa molecular global de 150 kDa e é responsável pela oxidação do álcool pelo NAD+ ,formando o aldeído e NADH.
{\displaystyle {\ce {RCH2OH + NAD+ + H2O <=> RCHO + NADH + H3O+}}}
Como já dito anteriormente, o zinco está presente nessa enzima em dois sítios diferentes. O sítio catalítico, o íons zinco bivalente estão coordenados a dois resíduos de cisteína (ligado pelo átomo de enxofre), um resíduo histidina (ligado pelo átomo de nitrogênio) e o quarto ligante é uma molécula de água, formando uma geometria tetraédrica altamente distorcida. Este está situado em um bolso no fundo da proteína  perto da junção que realiza a catálise e outro que abriga a coenzima.  Já o sítio estrutural, também assume uma geometria tetraédrica com menos distorção, e possui os quatros ligantes sendo resíduos de cisteína. Neste segundo caso, o metal fica inacessível ao solvente.

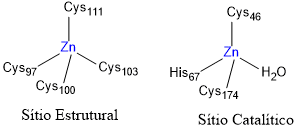
Representação ilustrativa do ambiente químico do zinco na álcool desidrogenase

### Etapas de ação da enzima[14]
Após a ligação no NAD+ a molécula de água é deslocada do átomo de zinco por conta da entrada do substrato (álcool). A desprotonação do álcool coordenado produz um intermediário alcóxido de zinco, que então sofre transferência de hidreto para o NAD+ para resultar no aldeído ligado ao zinco e o NADH. Uma molécula de água então desloca o aldeído para regenerar o centro catalítico de zinco e, finalmente o NADH é liberado para completar o ciclo catalítico.

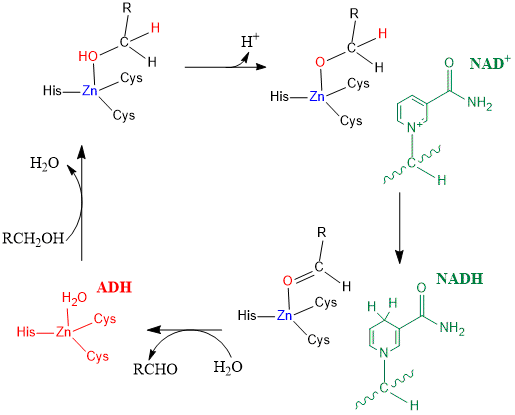
Ciclo de ação da álcool desidrogenase.

O zinco catalítico promove a desprotonação do álcool, tornando-o um melhor doador, e deste modo aumenta a transferência de hidreto do intermediário de alcóxido de zinco. Por outro lado, a reação de hidrogenação reversa, seu papel é aumentar a eletrofilicidade do átomo de carbono da carbonila. As álcool desidrogenase são primorosamente estereoespecíficas e, liga-se ao substrato por meio de um sítio de fixação de três pontos. Esses pontos podem, inclusive, distinguir entre dois prótons metileno da molécula proquiral de etanol. Já o estrutural posiciona o substrato no sítio ativo de forma a maximizar os fatores estereoeletrônicos que levam a transferência direta de hidreto para a enzima.
Este posicionamento se dá na conversão de NAD+ para NADH que envolve mudança na conformação da proteína que passa de uma forma aberta para fechada. Essa mudança confere uma pequena rotação dos domínios catalíticos em relação ao núcleo do dímero. Isto seve para posicionar o bolso em o substrato em distância e orientação apropriadas com relação a coenzima, afim de facilitar a etapa crítica no processo que é a transferência de hidreto do carbono α do álcool para o anel de nicotinamida. 